# بني محمد (ريمة)
بني محمد هي إحدى قرى الجمهورية اليمنية. تتبع جغرافيا لمحافظة ريمة و إداريًا لمديرية كسمة. يبلغ تعداد سكانها 1365 نسمة حسب الإحصاء الذي أجري عام 2004.